# Perizoma exhausta
Perizoma exhausta är en fjärilsart som beskrevs av Louis Beethoven Prout 1914. Perizoma exhausta ingår i släktet Perizoma och familjen mätare. Inga underarter finns listade i Catalogue of Life.